# Calliostoma zizyphinum
Calliostoma zizyphinum là một loài ốc biển, là động vật thân mềm chân bụng sống ở biển thuộc họ Calliostomatidae.

## Hình ảnh

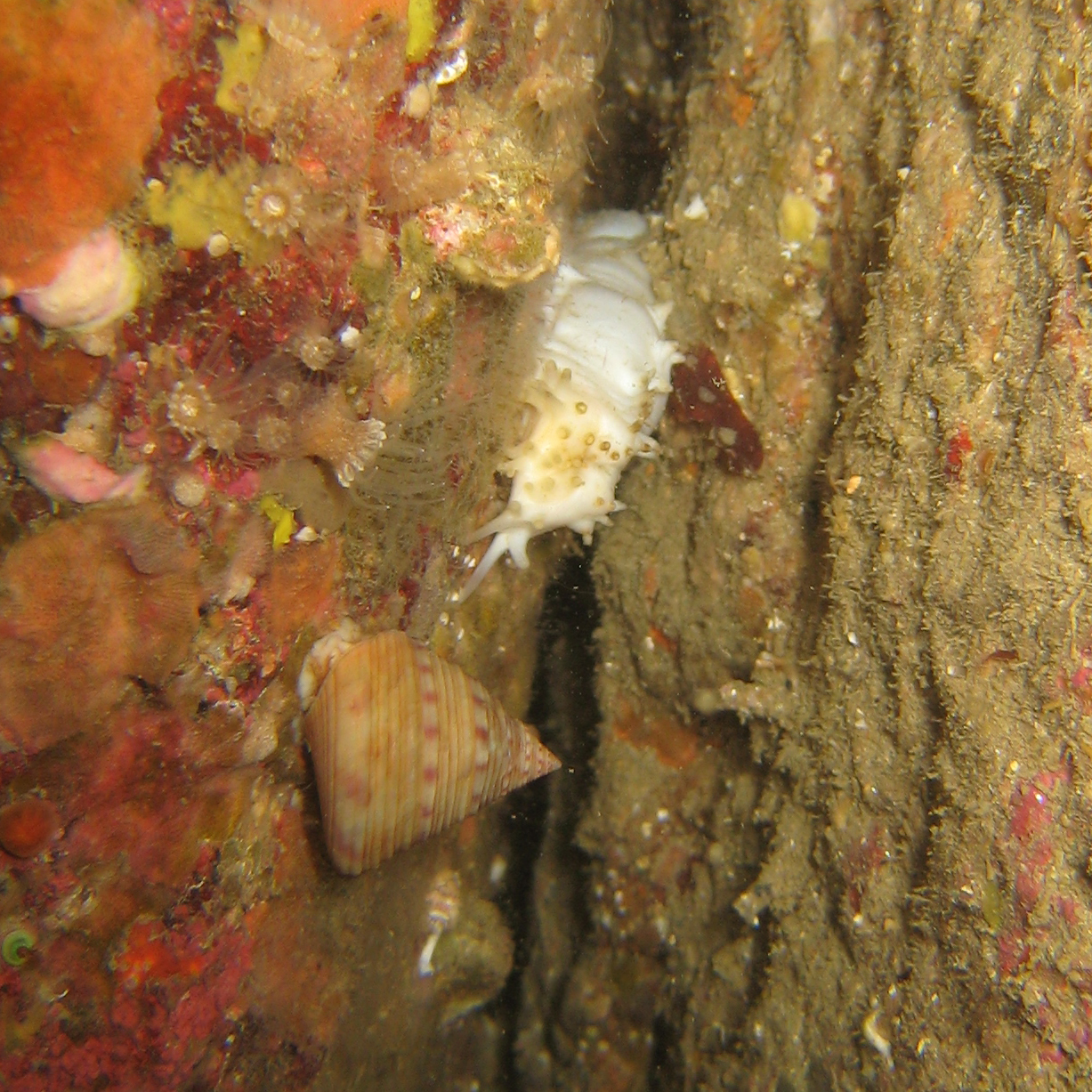
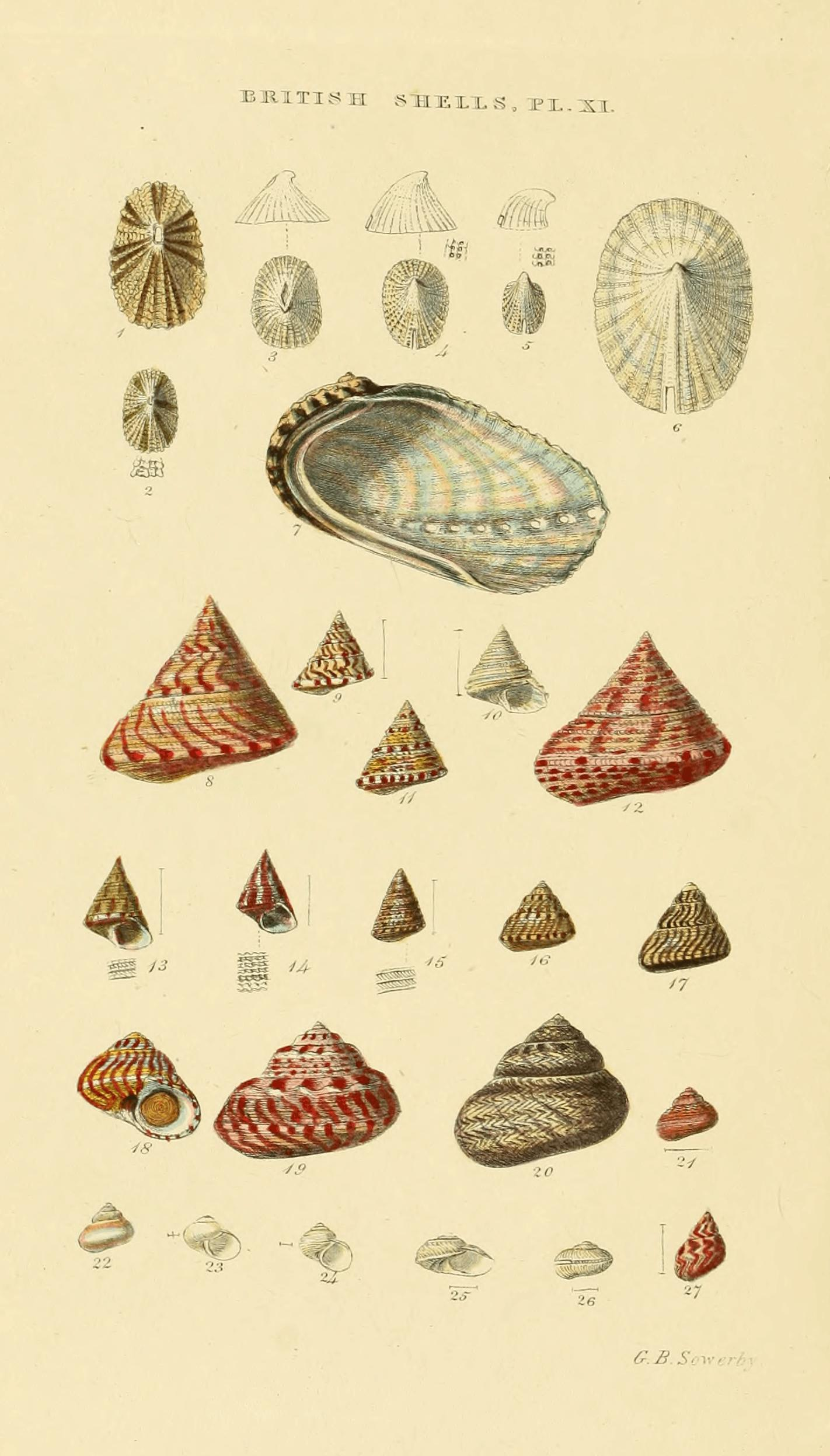